# Rocky Horror Picture Show
A Rocky Horror Picture Show, eredeti angol címe The Rocky Horror Picture Show (gyakran rövidítik így: RHPS) 1975-ben bemutatott amerikai-brit film Jim Sharman rendezésében Richard O’Brien és Jim Sharman színdarabja, a The Rocky Horror Show, valamint Richard O’Brien dalai alapján. Műfaja szerint horror-komédia-musical.
A film fontosabb szerepeiben Barry Bostwick, Susan Sarandon és Tim Curry láthatók. További kisebb szerepeket vállalt többek között Nell Campbell, Patricia Quinn, Peter Hinwood, Jonathan Adams, Charles Gray, és maga O’Brien. A film egyik csúcsjelenetében a rockénekes Meat Loaf is megjelenik, bár csak egy szám erejéig. Curry, Campbell és O’Brien már az eredeti színdarabban is szerepeltek, aminek Broadwayn való debütálásánál csatlakozott hozzájuk Meat Loaf.
A Rocky Horror Picture Show maga a celluloidra vitt őrület, amelyet normális író soha nem írt volna meg, normális rendező soha nem forgatott volna le, normális színészek soha nem játszották volna el, normális nézők pedig soha nem ültek volna be rá.

## Rövid összefoglaló
Brad és Janet, ifjú jegyesek egy rémes éjszakán egy durrdefekt és egy ugyanakkor kitörő vihar elől egy kastélyban kényszerülnek menedéket keresni. Az igazi rémségek ott kezdődnek. A tulajdonos – egy, a „Transylvania” bolygóról való földönkívüli transzvesztita – egy rock-diliház és egy perverz kéjtanya kombinációját tartja fönn. A kastélyban senki sem normális. A fokozódó őrületben Brad és Janet kénytelen-kelletlen részt vesz.

## Szereposztás
| Szerep                               | Színész | Magyar hangja (1. szinkron, 1993–1994) |
| ------------------------------------ | --- | --- |
| Dr. Frank-N-Furter, tudós, házigazda | Tim Curry | Harsányi Gábor |
| Janet Weiss, hősnő                   | Susan Sarandon | Andresz Kati |
| Brad Majors, hős                     | Barry Bostwick | Győri Péter |
| Riff Raff, ezermester                | Richard O’Brien | Kautzky Armand |
| Magenta, háztartási alkalmazott      | Patricia Quinn | Bíró Kriszta |
| Columbia, groupie-lány               | Nell Campbell | Bede-Fazekas Annamária |
| Dr. Everett V. Scott, rivális tudós  | Jonathan Adams | Uri István |
| Rocky Horror, a teremtmény           | Peter Hinwood | (eredeti nyelven) |
| Eddie, egykori kézbesítő             | Meat Loaf | (eredeti nyelven) |
| Kriminológus-szakértő                | Charles Gray | Sinkó László |
| Ralph Hapschatt                      | Jeremy Newson | Sztarenki Pál |
| Betty Munroe                         | Hilary Farr | N/A |
| Transylvaniai férfiak                | Pierre Bedenes, Christopher Biggins, Ishaq Bux, Stephen Calcutt, Hugh Cecil, Tony Cowan, Franc Fullenwider, Anthony Milner, Tony Then, Henry Woolf (n.a) | Pierre Bedenes, Christopher Biggins, Ishaq Bux, Stephen Calcutt, Hugh Cecil, Tony Cowan, Franc Fullenwider, Anthony Milner, Tony Then, Henry Woolf (n.a) |
| Transylvaniai nők                    | Gaye Brown, Imogen Claire, Sadie Corre, Lindsay Ingram, Peggy Ledger, Annabel Leventon, Pamela Obermeyer, Kimi Wong (n.a.)                               | Gaye Brown, Imogen Claire, Sadie Corre, Lindsay Ingram, Peggy Ledger, Annabel Leventon, Pamela Obermeyer, Kimi Wong (n.a.)                               |

## Folytatás
A filmhez készült egy folytatás is Gumiszoba – Rocky Horror Picture Show 2. (Shock Treatment) címmel 1981-ben, melynek sikere meg sem közelítette az első részt, bár több, eredetileg ehhez a filmhez illetve darabhoz írt dal is szerepelt benne, és olyan környezetet írt le, mely később több filmben sikerrel szerepelt (egy városnyi méretű tévéstúdió; lásd a Truman Show illetve Pleasantville sikerét).